# Disney's Ambassador Hotel
Disney's Ambassador Hotel (ディズニーアンバサダーホテル) est un hôtel du Tokyo Disney Resort, œuvre de l'architecte Robert A.M. Stern. Il est situé dans le prolongement de la zone commerciale d'Ikspiari. L'hôtel compte 504 chambres et suites et a ouvert en juillet 2000.
C'est le premier hôtel ouvert au Japon portant le nom de Disney et avec un thème. Cette tentative a prouvé à Oriental Land Company que le marché japonais accueillerait avec enthousiasme les hôtels à thème. Ainsi la société devient de plus en plus un groupe de loisirs à l'image de la Walt Disney Company.

## Le thème

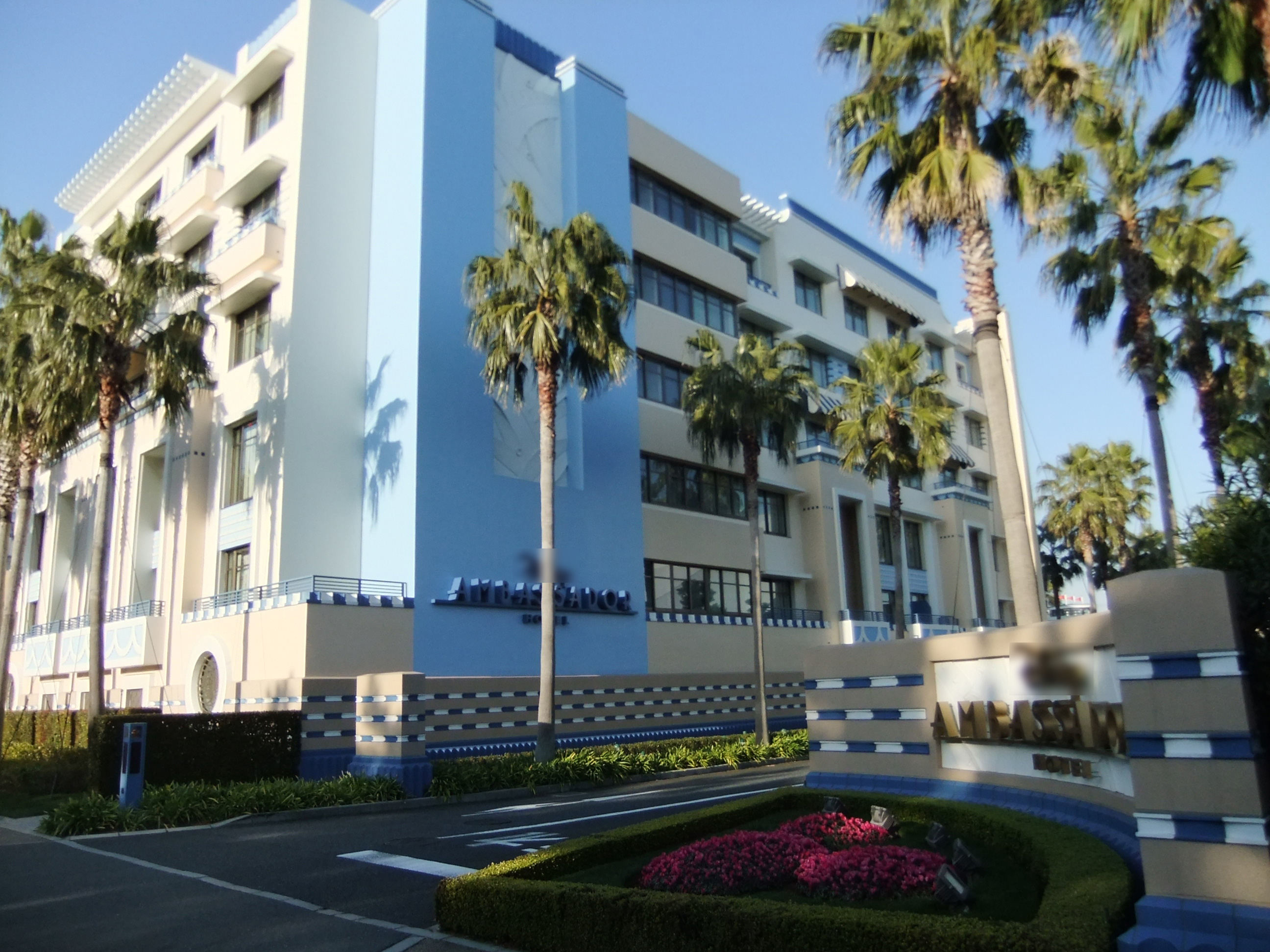
Disney's Ambassador Hotel

L'hôtel évoque les années 1920 et 1930 avec une architecture et un intérieur art déco inspirés du Style « paquebot ». Le nom de l'hôtel provient des premiers hôtels ouverts de par le monde dans les principales villes touristiques. Ces hôtels étaient le lieu de rencontre des personnes d'un même pays, en quelque sorte le café de l'ambassade. Ici ce serait plutôt une ambassade anglo-saxonne, voire américaine, avec un décor intérieur inspiré du chic parisien.

## Les bâtiments
Le bâtiment de six étages prend la forme d'un Y. Au pied du Y, un bâtiment plus bas accueille les restaurants et le centre des congrès et s'accroche à ceux d'Ikspiari. Dans le creux du Y un jardin surélevé construit au-dessus d'un parking abrite une piscine (Garden pool).
L'architecture du bâtiment évoque aussi les bateaux transatlantiques et les années 1950 américaines. Il s'approche du Disney's Hollywood Hotel du Hong Kong Disneyland Resort.

## Les services de l'hôtel
L'hôtel possède une piscine avec un jardin-terrasse (au premier étage), des salles de réception, un salon et une chapelle pour les mariages. L'hôtel comprend aussi un parking souterrain accessible depuis le hall d'entrée (à gauche) situé sous la terrasse.

### Les chambres
L'hôtel compte 504 chambres et des suites situées au premier étage.

### Les restaurants et bars
Ils sont tous situés au rez-de-chaussée entre le hall d'entrée et le jardin à côté d'Ikspiari.
- Chef Mickey est un mélange de restaurant international et de spécialités japonaises dans un décor mêlant l'art déco et le design profilé et chromé des années 1950. Il est situé à l'extrême ouest près du jardin.
- Empire Grill est un restaurant de cuisine californienne dans un décor art déco situé juste avant Chef Mickey.
- Tick Tock Diner est une cafétéria proposant des menus occidentaux dans un décor de bar des années 1950.
- Hana est le premier restaurant après le hall en direction d'Ikspiari. C'est un restaurant japonais mais de type occidental (chaises et tables).
- Hyperion Lounge est un bar-salon de thé situé en face du hall et de la réception. Il sert aussi des petits déjeuners continentaux.

- Palm Garden Bar est le bar situé en bordure de la piscine sur la terrasse du premier étage.

### Les boutiques
Elles sont toutes situées au rez-de-chaussée à droite du hall d'entrée.
- Festive Disney est une boutique proposant une sélection des articles Disney des deux parcs à thème.
- Sunset Sundries est une boutique vendant des articles de première nécessité et des souvenirs.

### Les activités possibles
- Palm Garden Pool est une piscine située au premier étage sur une terrasse à l'abri des ailes de l'hôtel.

- Game Arcade est une salle de jeux vidéo située à proximité de l'entrée.

- L'hôtel peut aussi profiter du jardin d'Ikspiari.

### Le centre de réception
Il est situé au premier étage au-dessus des restaurants. Il comprend les salles :
- Fantasia Grand Ballroom, modulable en deux ou trois pièces, est la grande salle de réception pour les grands événements.
- Dream Banquet Room (divisible en 2) est une grande salle de banquet ou de conférence.
- Magic Reception Room et Legends Reception Room pour des réunions ou des banquets.
- Harmony Room, Happiness Room et Hope Room sont trois salles pour des petits banquets.

### Le centre de mariages
C'est une partie du programme Disney's Fairy Tale Weddings.
Il est situé entre la terrasse et le centre de réception et est aussi utilisable pour les réceptions et repas.
- Rose Chapel est une chapelle de mariage d'architecture gothique et de couleur pêche. Elle est située à l'extrémité nord de l'hôtel après les salles de réception.
- Bridal Salon est un ensemble de services regroupés pour faciliter l'organisation de mariages. Il comprend aussi un photographe.